# Erika Linder
Pour les articles homonymes, voir Erika et Linder.
Erika Linder, née Erika Anette Linder Jervemyr le 11 mai 1990 à Stockholm, est une actrice et top model suédoise.

## Biographie
Erika Linder est un des plus célèbres mannequins androgynes. Elle s'est fait connaître pour sa ressemblance avec Leonardo DiCaprio.
Elle a posé entre autres pour Vogue, V Magazine et ONLY Jeans. Elle vit actuellement[Quand ?] aux États-Unis.
En 2013, Erika Linder est le mannequin star du clip vidéo non officiel Unconditionally de Katy Perry.
En 2015, elle apparaît dans le clip vidéo Empire de Of Monsters and Men.
En 2016, elle tient son premier rôle dans le long métrage lesbien d'April Mullen, Below Her Mouth.
En 2019, elle est le personnage de Tommy dans « Lisboa Azul »; une mini-série portugaise de 8 épisodes au style science-fiction.
En 2021, elle diffuse sur sa chaîne YouTube « I am three », un court-métrage réalisé par son amie Amanda Demme.

### Vie privée
Erika Linder est lesbienne. En mai 2022, elle se sépare de la mannequin américaine Heather Kemesky après plusieurs années de relation.

## Filmographie
- 2016 : Below Her Mouth : Dallas